# Мартін Бау
Мартін Бау (8 жовтня 1994) — словенський плавець.
Учасник Олімпійських Ігор 2016 року.